# Hans Heinrich Landolt

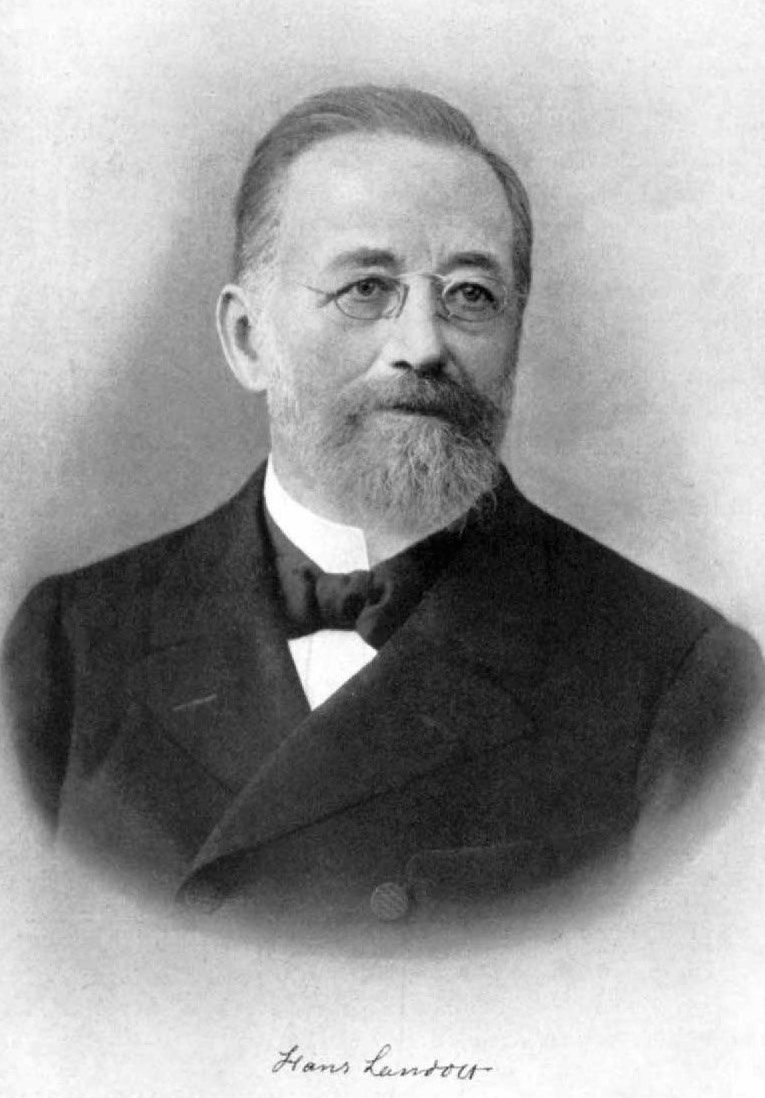
Hans Heinrich Landolt.

Hans Heinrich Landolt, född  den 5 december 1831 i Zürich, död den 15 mars 1910 i Wilmersdorf vid Berlin, var en tysk kemist av schweizisk börd. 
Landolt behandlade främst fysikalisk kemi. Han bekräftade lagen om massans bevarande experimentellt.